# Ludwig Gall

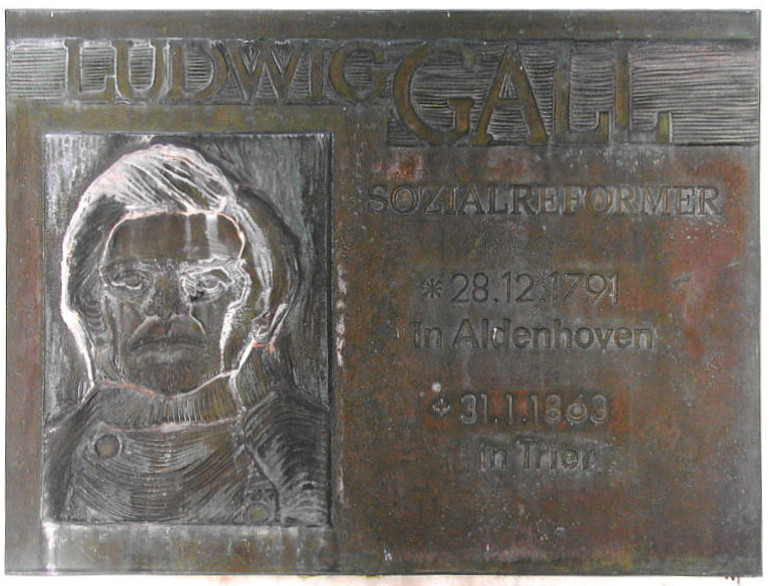
Minnestavla i Aldenhoven

Heinrich Ludwig Lambert Gall, född 28 december 1791 i Aldenhoven i Nordrhein-Westfalen, död 31 januari 1863 i Trier, var en tysk uppfinnare.
Gall publicerade 1851 en vinförbättringsmetod, vilken kommit att benämnas gallisering. Denna innebär, att de mindre mogna druvorna inte blandas med de bättre (av vilka vin på vanligt sätt bereds), utan pressas särskilt, varefter deras alltför sura saft tillsätts så mycket vatten och socker, att sammansättningen motsvarar den, som anses tillkomma normal druvsaft. Därefter får saften jäsa som vanligt. Galliserat vin har således en alkoholhalt, som motsvarar naturvinet, men lider brist på bouquet, en naturlig följd av utspädningen.